# Regno di Mauretania

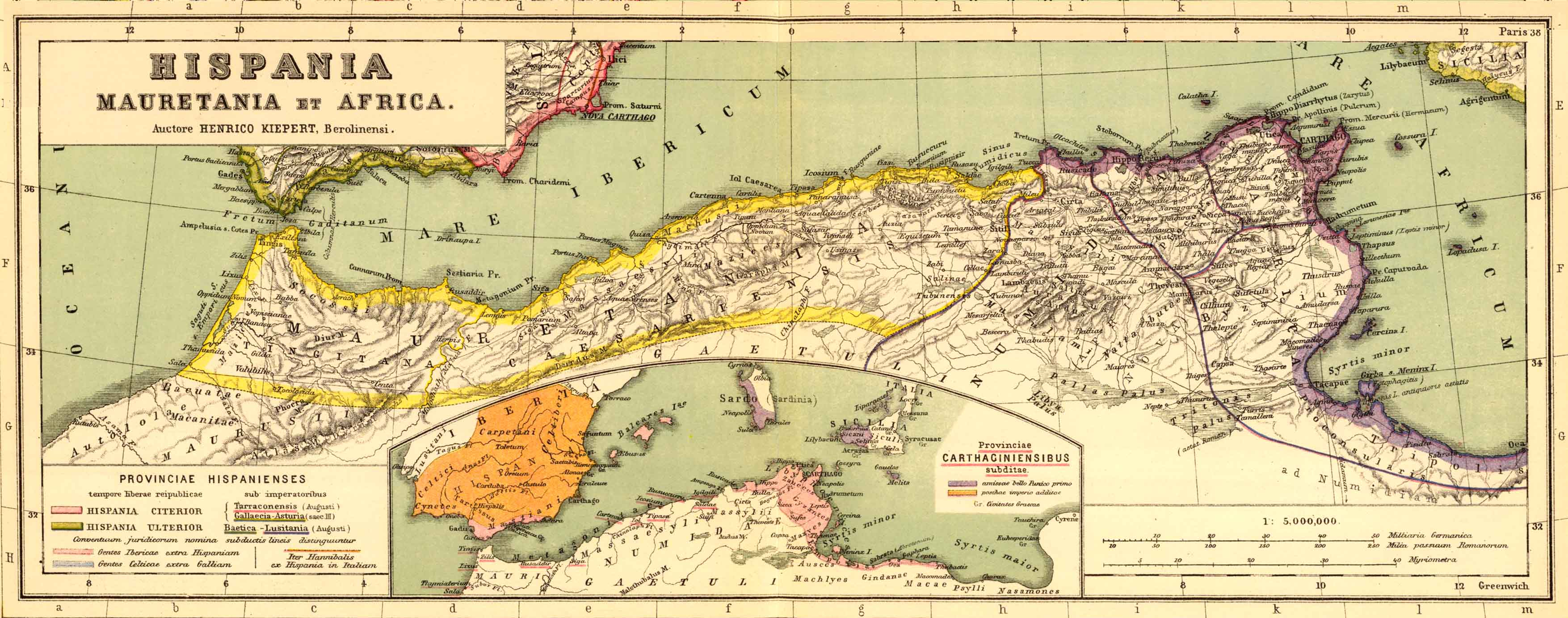
I territori del Regno di Mauretania furono, in epoca romana, suddivisi nelle province romane di Mauretania Tingitana ad occidente e Mauretania Caesariensis ad oriente

Il Regno di Mauretania fu un regno berbero, collocato all'estremità occidentale del Nordafrica, ad ovest del Regno di Numidia, che si estendeva in corrispondenza dell'attuale Marocco e dell'Algeria occidentale, tra il IV secolo a.C. e il I secolo.

## Storia

### Berberi e prime colonie fenice
Nella regione si era estesa la colonizzazione prima fenicia e poi punica (Lixus, sulla costa atlantica del Marocco e Rusadir, poi diventata Melilla sulla sua costa mediterranea).
Un regno indigeno vi si era sviluppato a partire probabilmente dal IV secolo a.C., dalla confederazione di diverse tribù berbere. Il regno subì l'influsso cartaginese e delle monete battute a Lixus, riportano scritte in lingua punica.

### Il Regno e la Repubblica romana
Con la fine del II secolo a.C. il regno entrò in contatto con i Romani: il re Bocco I svolse un importante ruolo durante la guerra giugurtina, che vedeva il re Giugurta di Numidia, contrapposto agli eserciti di Roma: fu lui infatti a consegnare Giugurta ai Romani nel 105 a.C., e anche in seguito fu alleato di Roma. Gli successe il figlio, Soso, o Mastanesoso, e in seguito il regno fu suddiviso tra i due figli di questi, in una metà orientale retta da Bocco II e in una metà occidentale, retta da Bogud. Durante la guerra civile tra Ottaviano e Marco Antonio, Bogud venne cacciato da una rivolta a Tingis (Tangeri) e il suo regno fu incorporato dal fratello.

### Da stato cliente a provincia romana
Alla sua morte, nel 33 a.C. Bocco II lasciò erede del proprio regno il popolo romano e Ottaviano vi fondò quindi una serie di colonie di veterani. Nel 25 a.C. il regno venne assegnato a Giuba II, della famiglia reale numida e restò indipendente fino al 40 d.C., quando Caligola fece assassinare l'ultimo re, Tolomeo, figlio di Giuba II. Dopo aver debellato una rivolta di tribù dell'interno, l'imperatore Claudio istituì due province nel territorio dell'antico regno: la Mauretania Tingitana e la Mauretania Cesariense.

## Elenco dei re di Mauretania
- Baga (intorno al 206 a.C.)
- Boccare (intorno al 204 a.C.)
- Bocco I (111-80 a.C.)
- Soso o Mastanesoso: 80-49 a.C.
- Bocco II (49-33 a.C., Mauretania orientale) e Bogud (49-38 a.C., Mauretania occidentale)
- Giuba II (della famiglia reale numida, 25 a.C.-23 d.C.)
- Tolomeo di Mauretania (23-40)